# Jorge Humberto Rodríguez
Jorge Humberto Rodríguez Alvárez (San Alejo, 20 maggio 1971) è un allenatore di calcio ed ex calciatore salvadoregno, di ruolo centrocampista, tecnico del FAS.

## Caratteristiche tecniche
Mediano, poteva giocare anche come centrocampista centrale o come difensore centrale.

## Carriera

### Giocatore

#### Nazionale
Ha debuttato in Nazionale nel 1991. Ha partecipato, con la Nazionale, alla CONCACAF Gold Cup 1996, alla CONCACAF Gold Cup 1998 e alla CONCACAF Gold Cup 2002. Ha collezionato in totale, con la maglia della Nazionale, 71 presenze e 10 reti.

### Allenatore
Ha cominciato la propria carriera da allenatore nel 2013, alla guida dell'Isidro Metapán. Nel 2015 è diventato commissario tecnico della Nazionale salvadoregna. Al termine di questa esperienza è tornato all'Isidro Metapán. Nel 2017 ha firmato un contratto con l'Alianza. Nell'estate 2019 ha firmato un contratto con il Cobán Imperial. Il 27 febbraio 2020 il FAS ne ha ufficializzato l'ingaggio.

## Palmarès

### Giocatore

#### Club

##### Competizioni nazionali
- Campionato salvadoregno di calcio: 3

FAS: 1994-1995, 1995-1996, 2002-2003
- US Open Cup: 1

Dallas Burn: 1997